# Iyad Allawi
Ayad Allawi (árabe: إياد علاوي; Bagdá, 31 de maio de 1944) é um político iraquiano. Ele atuou como vice-presidente do Iraque de 2014 a 2015 e de 2016 a 2018. Anteriormente, ele foi primeiro-ministro interino do Iraque de 2004 a 2005 e presidente do Conselho de Governo do Iraque (38º primeiro-ministro do Iraque) em 2003.
Um proeminente ativista político iraquiano que viveu no exílio por quase 30 anos, Allawi, um muçulmano xiita, tornou-se membro do Conselho de Governo Provisório do Iraque, estabelecido pelas autoridades da coalizão liderada pelos Estados Unidos após a invasão do Iraque em 2003. Ele se tornou o primeiro chefe de governo do Iraque desde Saddam Hussein, quando o conselho foi dissolvido em 1º de junho de 2004 e o nomeou primeiro-ministro do governo provisório do Iraque. Seu mandato como primeiro-ministro terminou em 7 de abril de 2005, após a escolha do líder do Partido Islâmico Dawa, Ibrahim al-Jaafari, pela recém-eleita Assembleia Nacional Iraquiana de transição.